# Parco nazionale di Taganaj
Il parco nazionale di Taganaj è un parco nazionale della Russia situato negli Urali meridionali, nell'Oblast' di Čeljabinsk.

## Geografia
Il parco si estende su un'area di circa 568.000 ettari, che inizia subito a nord della città di Zlatoust. Si estende per una lunghezza di 52 chilometri da nord a sud e ha una larghezza media in direzione est-ovest tra i 10 e i 15 chilometri.
Circa il 93% della superficie del parco è coperta da foreste. Vi sono inoltre 14 ettari di torbiere, 54 ettari di corsi d'acqua e quasi 1800 ettari di rilievi montani.

### Orografia

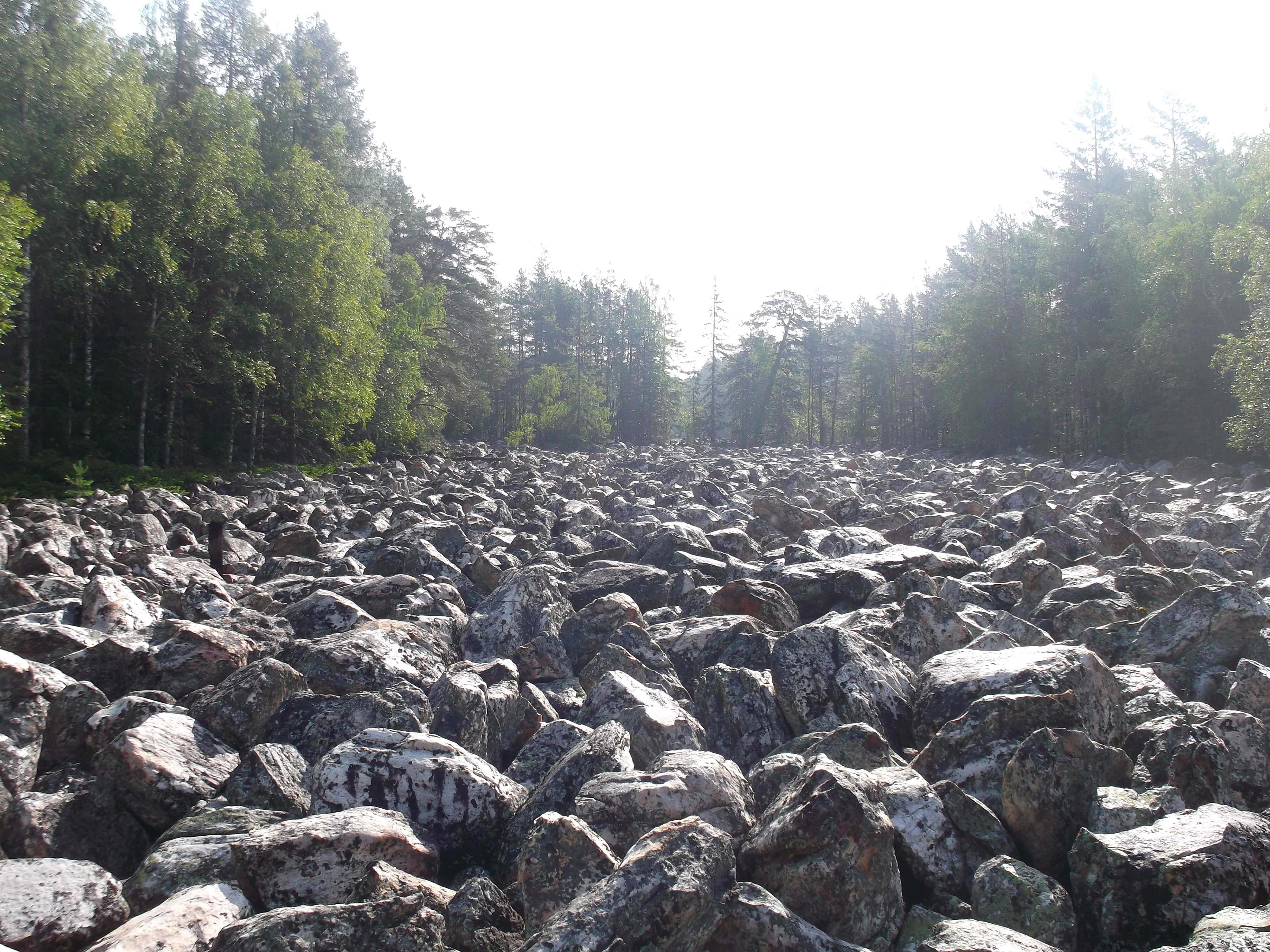
Il Grande fiume di pietra

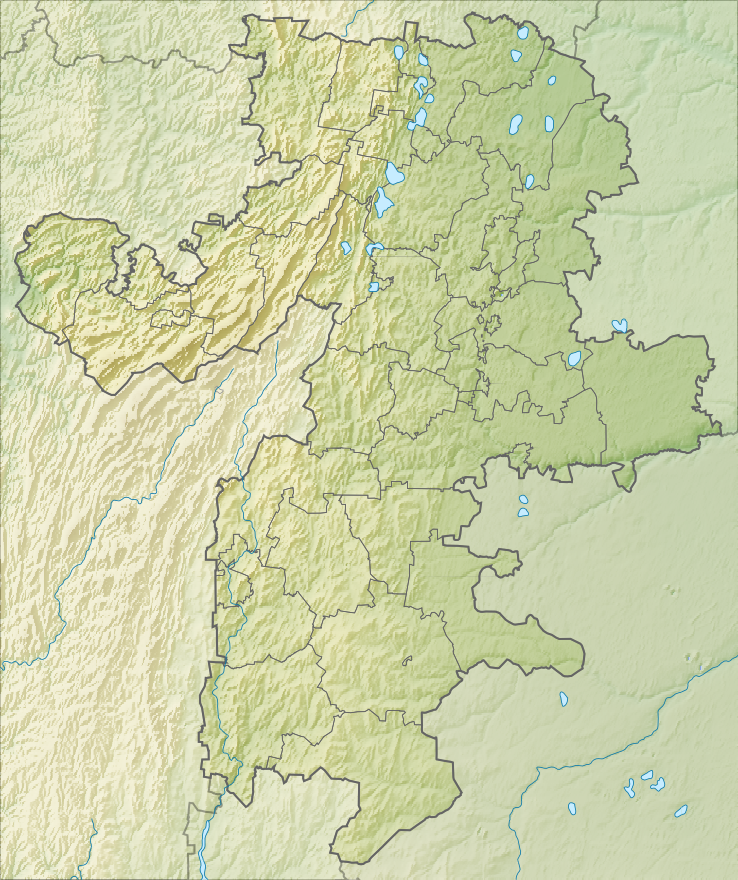
La mappa del parco

La cresta più occidentale del parco è il Nazmin, che raggiunge gli 884 metri di altezza. A nord si trova il Dolgij Cape, con una altezza media di 600 metri.
 
La parte centrale del parco è occupata dalla catena montuosa Taganaj, che dà il nome all'intera area protetta. Nella parte più occidentale della catena si trova il Grande Taganaj, con quattro vette principali: Double-Headed Hill (1041 m), Response Ridge (1155 m), Kruglitsa (1178 m, la vetta più alta della catena) e Far Taganaj (1112 m). Più verso il centro del parco si trovano la piccola cima del Middle Taganaj (959 m) e l'altopiano Maly Taganaj (1033 m).
Nella sella tra il Double-Headed Hill e il Middle Taganaj si trova il cosiddetto Grande fiume di pietra, una formazione rocciosa lunga 6 chilometri e larga tra i 20 e i 250 metri con punte fino a 700 metri, formata da migliaia di grandi massi di avventurina pesanti anche tre o quattro tonnellate. Il "fiume" si è probabilmente formato circa 10000 anni fa in seguito al distaccamento di un ghiacciaio dalla cima della montagna. In seguito il ghiacciaio è scivolato verso valle, lasciando dietro di sé la scia di massi.

### Idrologia
La rete idrologica costituisce lo 0,16% della superficie complessiva del parco: vi si trovano 15 fiumi, 37 corsi d'acqua minori, 26 sorgenti e 27 paludi, la più grande delle quali si estende per 36 kmq.

Il fiume più lungo è il Grande Kialim, con una lunghezza di 46 chilometri ed un bacino che si estende per 200 kmq, dei quali circa 96 all'interno del parco. Un altro dei fiumi più importanti è il Grande Tesma, con una lunghezza di 18 chilometri e un bacino di 143 kmq.

## Clima
La zona è caratterizzata da un clima fresco e umido, con lunghi inverni e estati anche molto calde.
La temperatura media annuale dell'aria è di 0,8 °C nel fondovalle e -1,8 °C sulle montagne. Le temperature estreme possono toccare i 38 gradi in estate e i -50 °C in inverno.

Le precipitazioni medie annue oscillano tra i 500 e i 1000 millimetri. La neve comincia a cadere verso il 9 di novembre e scompare verso l'8 aprile. Nello stesso periodo si ha il congelamento dei corsi d'acqua.

L'umidità dell'aria oscilla mediamente tra il 64 e l'84%.

## Storia
Il parco è stato istituito con una risoluzione del Consiglio dei ministri dell'allora Repubblica Socialista Federativa Sovietica Russa il 5 marzo 1991.

## Flora

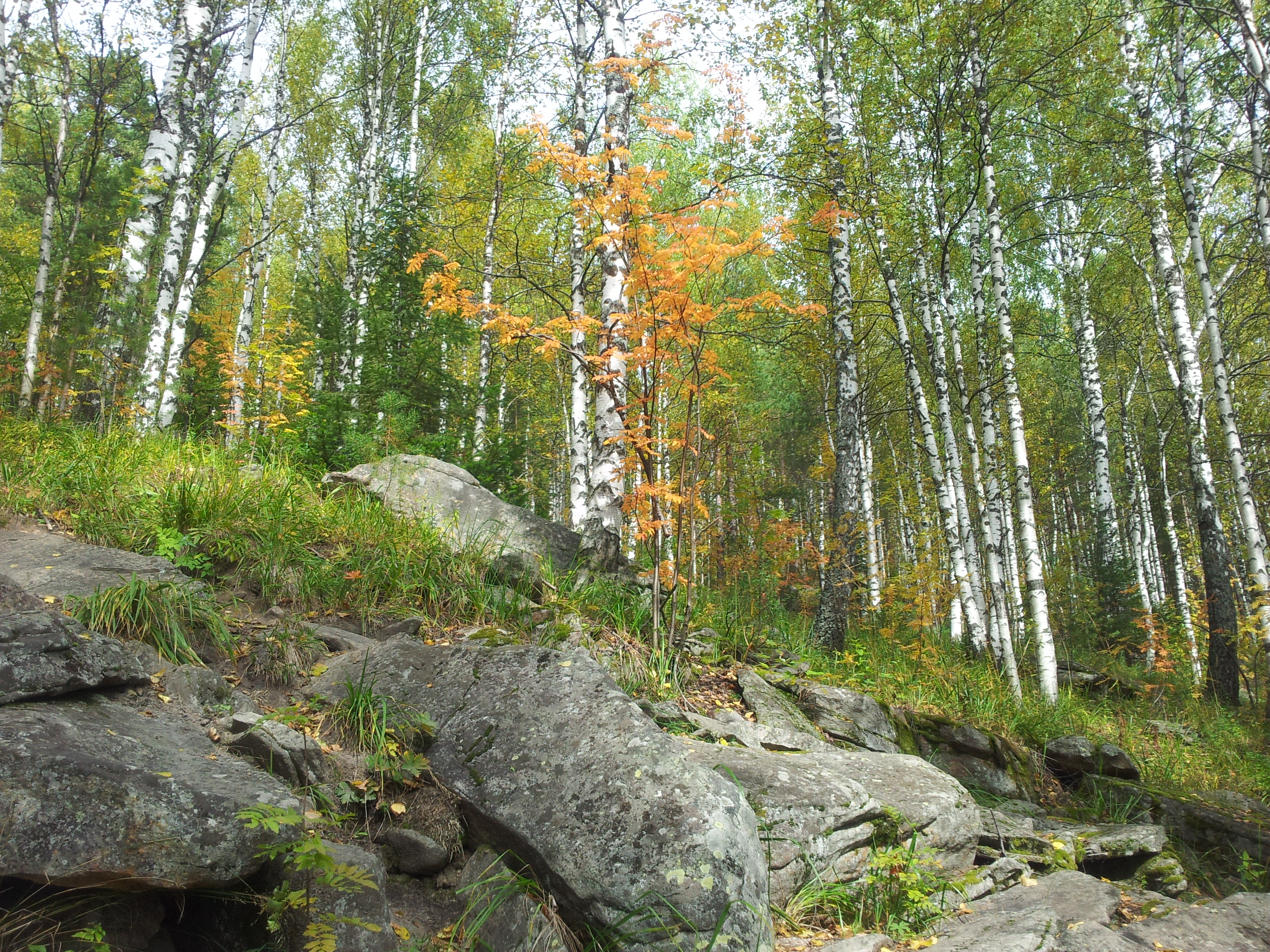
Esempio di vegetazione del parco

All'interno del parco sono state individuate 743 specie di piante vascolari superiori. Tra di esse vi sono 30 specie di alberi, tra cui il peccio siberiano, l'abete siberiano, il larice siberiano, la betulla bianca, la betulla pelosa, il pino silvestre, il tiglio selvatico, l'acero riccio, l'olmo montano, l'ontano bianco, il pioppo tromolo, il salicone, il salix pentandra il salix triandra.

Le specie di albero più diffuse sono il peccio siberiano e l'abete siberiano. Le foreste, principalmente di conifere, coprono il 93% della superficie del parco.
Oltre alle foreste sono presenti zone di tundra di montagna dove sono diffuse diverse specie di bacche, la drosera anglica, il carex pauciflora e altre piante tipiche della flora di palude.
12 tra le specie vegetali del parco sono elencate nel Libro Rosso della Federazione russa come specie da proteggere. Sono inoltre presenti alcune decine di specie relitte, come il Juncus trifidus, la Pedicularis verticillata, l'Arctous alpina e la Bistorta vivipara.

## Fauna
All'interno del parco vivono
- 56 specie di mammiferi
- 181 specie di uccelli
- 6 specie di rettili
- 4 specie di anfibi
- 9 specie di pesci

oltre ad un migliaio di specie di invertebrati.
Tra i mammiferi spiccano la donnola, l'ermellino, il tasso, il cane procione, il lupo, la volpe, l'orso bruno, la lince e l'alce.
 
Tra gli uccelli il falco pescatore, l'aquila reale, l'aquila di mare codabianca, il gufo reale, la cicogna nera e la strolaga mezzana sono elencati anche nel Libro Rosso che raccoglie le specie animali e vegetali della Russia che necessitano di protezione.